# SP-Flachwagen F-70-6 und F-70-7
Die Flachwagen der Baureihen F-70-6 und F-70-7 der US-amerikanischen Southern Pacific Railroad (SP) wurden von 1948 bis 1950 gebaut und in erster Line zum Transport von Holz eingesetzt.

## Geschichte
Die Southern Pacific hatte ab den frühen 1900er Jahren einen großen Bedarf an Flachwagen in allen Holz produzierenden Regionen in Kalifornien und Oregon.
Die Wagen vom Typ F-70-6 wurden 1948 von der American Car and Foundry Company (ACF) in Saint Charles in Missouri gebaut.  Es waren die ersten von der SP nach dem Zweiten Weltkrieg bestellten Flachwagen, die zudem eine Verbesserung der bis 1946 gebauten Wagen der Baureihen F-70-1 bis F-70-5 darstellten. 400 Exemplare waren auf dem Netz der SP im Einsatz und 100 bei der Texas and New Orleans Railroad (T&NO), einer seit 1881 im Eigentum der SP befindlichen Eisenbahngesellschaft.
Ab 1949 entstanden bei ACF über 2000 weitere sehr ähnliche, aber nicht identische Wagen mit der Bezeichnung F-70-7. Die Wagen beider Baureihen wurden in den 1960er Jahren teilweise mehrmals umgebaut und auch umnummeriert. Viele bekamen feste Stirnwände, sogenannte „Bulkheads“, um das Verschieben der Ladung über die Wagenenden hinaus zu verhindern. Neben dem Holztransport wurden auch viele Wagen für den Transport von großen Stahlteilen und anderen schweren großen Gütern eingesetzt. 83 Exemplare waren 1983 noch im Bestand.